# DAF 95 ATi
Le DAF 95 ATi est un véhicule grand routier produit entre 1987 et 1997.
Successeur des modèles 2800 - 3600, le DAF 95 ATi est dévoilé au salon de Francfort en 1987. Développé en partenariat avec le constructeur espagnol Pegaso le véhicule rompt énormément avec les modèles précédents des deux constructeurs. En 1994 la famille 95 s'agrandit avec la présentation de la cabine Super Spacecab.

## Cabines
La cabine Cabtec développée par DAF et Pegaso sera commercialisée sur d'autres modèles d'autres marques. Les Seddon Atkinson et DAF Leyland dans les pays anglo-saxons.
Le constructeur néerlandais de véhicules spéciaux GINAF, l'utilisera sur ses modèles.
Le constructeur canadien Werter-Star utilisera les cabines Cabtec sur ses modèles en Australie.